# NGC 3077
NGC 3077 é uma galáxia espiral (Sd) localizada na direcção da constelação de Ursa Major. Possui uma declinação de +68° 44' 06" e uma ascensão recta de 10 horas, 03 minutos e 20,3 segundos.
A galáxia NGC 3077 foi descoberta em 8 de Novembro de 1801 por William Herschel. Apesar de ter aparência semelhante a uma galáxia elíptica, ela é peculiar por dois motivos. Primeiro, mostra bordas finas e nuvens de poeira dispersas que são provavelmente resultado da interação gravitacional com os seus vizinhos maiores, semelhantes à galáxia M82. Em segundo lugar, esta galáxia tem um núcleo ativo. Isso fez com que Carl Seyfert em 1943 a incluísse em sua lista de galáxias, que agora são chamadas de Galáxias Seyfert. No entanto, NGC 3077, embora seja uma galáxia de linha de emissão, hoje não é mais classificada como uma galáxia Seyfert.